# Résultat exceptionnel
Pour un article plus général, voir Soldes intermédiaires de gestion.
Le résultat exceptionnel est une notion de la comptabilité continentale. Il exprime le résultat réalisé par une entreprise en raison des évènements non récurrents qui ont pris naissance au cours de l'exercice considéré. Il ne prend en compte que les produits et charges exceptionnels. Les produits exceptionnels peuvent concerner des opérations de gestion (par exemple le recouvrement inattendu d'une créance sortie des comptes) ou des opérations en capital (par exemple le produit de la vente d'un actif : une filiale, une usine, des machines de production...). De même, les charges exceptionnelles peuvent concerner des opérations de gestion (par exemple des coûts de restructuration) ou des opérations en capital (par exemple la valeur résiduelle, compte tenu des amortissements accumulés, des actifs vendus).

## Normes juridiques
Voir le décret no 83-1020 du 29 novembre 1983 en son article 14 pour la définition la plus précise existante dans la législation française.
Également l'article 230-1 du PCG pour l'obligation de ventiler le courant de l'exceptionnel.
Puis les éléments de doctrine comme les avis AMF, CNC ou les IAS 8.
La législation française va évoluer vers les normes internationales qui restreignent la définition des éléments exceptionnels.

## Calcul
Ce résultat est calculé à partir des produits exceptionnels desquels sont soustraites les charges exceptionnelles. En France, le calcul est effectué selon les libellés suivants :
```
Produits
 Produits exceptionnels sur opérations de gestion
 + Produits exceptionnels sur opérations en capital
 + Reprises sur provisions exceptionnelles
= Total des produits exceptionnels
```

```
Charges
 Charges exceptionnelles sur opérations de gestion
 + Charges exceptionnelles sur opérations en capital
 + Dotations aux amortissements et provisions exceptionnels
= Total des charges exceptionnelles
```

```
Produits exceptionnels - charges exceptionnelles = Résultat exceptionnel
```

Le résultat exceptionnel vient s'ajouter au résultat courant de la société pour, après prise en compte de la participation des salariés aux résultats de l'entreprise et des impôts sur les bénéfices, définir le résultat net comptable.